# 伊泽勒莱阿莫
伊泽勒莱阿莫（法語：Izel-lès-Hameau，法語發音：[izɛl lɛ amo]）是法国上法蘭西大區加来海峡省的一个市镇，属于阿拉斯区。

## 地理
伊泽勒莱阿莫（50°18'53"N, 2°31'56"E）面积8.51 平方千米，位于法国上法蘭西大區加来海峡省，该省份为法国北部沿海省份，西北濒北海，南至索姆省，东临北部省。
与伊泽勒莱阿莫接壤的市镇（或旧市镇、城区）包括：贝尔勒-蒙谢勒、拉特尔圣康坦、马南、努瓦耶勒维永、佩南、蒂卢瓦莱埃尔马维尔、维莱西尔西蒙。
伊泽勒莱阿莫的时区为UTC+01:00、UTC+02:00（夏令时）。

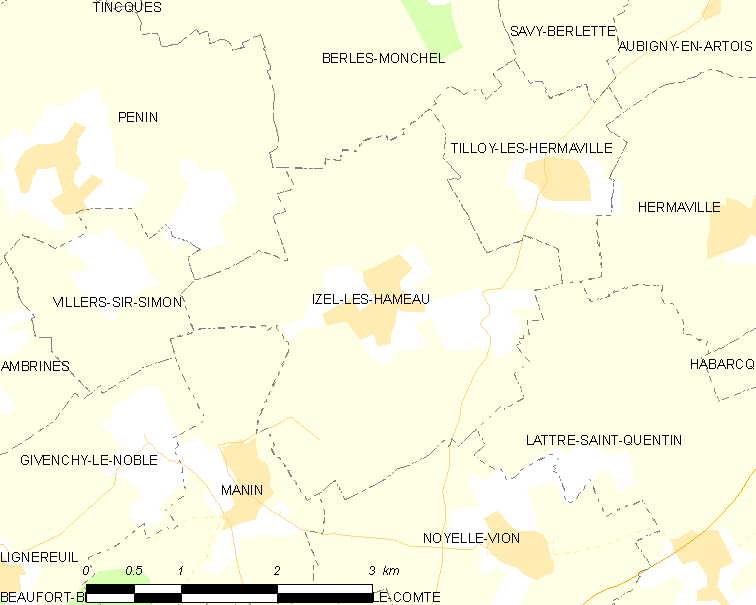
伊泽勒莱阿莫的OSM定位图

## 行政
伊泽勒莱阿莫的邮政编码为62690，INSEE市镇编码为62477。

## 政治
伊泽勒莱阿莫所属的省级选区为阿韦讷勒孔特县。

## 人口

1962-2008年间伊泽勒莱阿莫人口变化图示

伊泽勒莱阿莫于2022年1月1日时的人口数量为740人。